# Guillaume-Amédée Devade
Guillaume-Amédée Devade, né le 11 janvier 1818 à Saint-Martin-sur-Ocre dans le département du Loiret et décédé le 21 avril 1888 à Gien (Loiret), est un homme politique français.
Médecin engagé politiquement à gauche, il exerce la fonction de député du Loiret, participe à la guerre de 1870 et se voit remettre la légion d'honneur.

## Biographie
Guillaume-Amédée Devade exerce la profession de médecin à Gien. Il est nommé médecin en chef de l'hôpital de Gien en 1847 puis est révoqué de ses fonctions après le coup d'État du 2 décembre 1851 à cause de ses convictions républicaines.
Il est élu conseiller municipal de Gien en 1860.
Il est engagé en qualité de médecin dans l'armée de la Loire au cours de la guerre franco-allemande de 1870.
Il devient conseiller d'arrondissement en 1874.

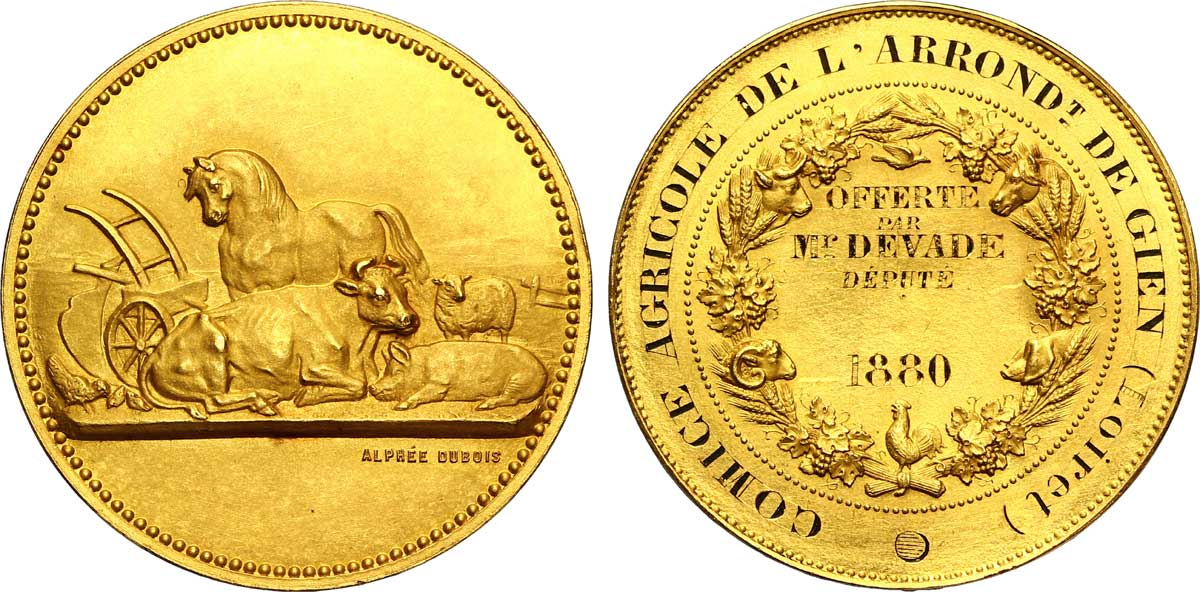
Jeton du comice agricole de l’arrondissement de Gien (1880), offert par Devade, député.

Il est élu député du Loiret à quatre reprises. Il exerce à l'Assemblée nationale durant les quatre premières législatures de la IIIe République du 20 février 1876 à sa mort le 21 avril 1888 à l'âge de 70 ans. Il siège au groupe de la Gauche républicaine. Il est l'un des 363 qui refusent la confiance au troisième gouvernement Albert de Broglie, le 16 mai 1877.
Il est nommé chevalier de la Légion d'honneur le 9 mai 1873.

## Sources
- « Guillaume-Amédée Devade », dans Adolphe Robert et Gaston Cougny, Dictionnaire des parlementaires français, Edgar Bourloton, 1889-1891 [détail de l’édition]